# Orbea huillensis
Orbea huillensis là một loài thực vật có hoa trong họ La bố ma. Loài này được (Hiern) Bruyns mô tả khoa học đầu tiên năm 2000.